# Генрі Фа'ародо
Генрі Фа'ародо (англ. Henry Fa'arodo, нар. 5 жовтня 1982, Хоніара) — футболіст Соломонових Островів, півзахисник клубу «Маріст Файр» та національної збірної Соломонових Островів.

## Клубна кар'єра
Генріпочав свою кар'єру в футбольній команді Нельсонського Коледжу «Нелсон Сабарбс».
Фа'ародо став одним з небагатьох футболістів Соломонових Островів, які грали в австралійській А-Лізі, погравши за клуб «Перт Глорі». Після цього виступав за ряд австралійських і новозеландських команд другого ешелону.
У 2010 році перейшов у «Хекарі Юнайтед». У цьому ж році клуб виграв океанську лігу чемпіонів і їздив з командою на клубний чемпіонат світу 2010 року.
У січні 2012 року гравець підписав контракт з «Тім Веллінгтон». Відіграв за команду з Веллінгтона наступні три сезони своєї ігрової кар'єри.
Протягом 2015—2016 років захищав кольори команди клубу «Соломон Ворріорз», а 2017 року перейшов у «Маріст Файр».

## Виступи за збірну
2002 року дебютував в офіційних матчах у складі національної збірної Соломонових Островів на Кубку націй ОФК 2002 у грі проти Таїті.
Згодом у складі збірної був учасником Кубка націй ОФК 2004 року в Австралії, де разом з командою здобув «срібло», Кубка націй ОФК 2012 року на Соломонових Островах та Кубка націй ОФК 2016 року у Папуа Новій Гвінеї.

## Досягнення
- Срібний призер Кубка націй ОФК: 2004
- Переможець Ліги чемпіонів ОФК: 2009/10